# Mikołajów (powiat staszowski)
Mikołajów – wieś w Polsce, położona w województwie świętokrzyskim, w powiecie staszowskim, w gminie Osiek.
W latach 1975–1998 miejscowość należała administracyjnie do województwa tarnobrzeskiego.

## Historia
Wieś wymieniana w Słowniku geograficznym Królestwa Polskiego i innych krajów słowiańskich pod koniec XIX wieku.

MIKOŁAJÓW, wieś i osada, powiat sandomierski, gmina i parafia Osiek, odległość 31 wiorst od Sandomierza; wieś ma 16 domów, 139 mieszkańców; osada 1 dom, 11 mórg, należy do dóbr Suchowola.

Bronisław Chlebowski, Słownik geograficzny Królestwa Polskiego..., t. VI.

Na podstawie ww. informacji z 1885 roku Mikołajów był wsią i osadą w ówczesnym powiecie sandomierski, leżącą w gminie i parafii Osiek, w odległości 31 wiorst od Sandomierza. We wsi było 16 domów i 139 mieszkańców, zaś w osadzie istniał 1 dom i 11 mórg; całość należała do dóbr Suchowola.
W 1886 roku parafia Osiek należała do dekanatu sandomierskiego i liczyła 3895 dusz. Z kolei gmina Osiek, z urzędem we wsi Osieczko, miała 6070 mieszkańców, i rozległości 17 916 mórg, w tym ziemi dworskiej 6525 mórg. Sądem okręgowym dla gminy był ówczesny III Sąd Okręgowy w Łoniowie; z kolei stacja pocztowa znajdowała się w Staszowie. W skład gminy wchodziły wówczas (jeszcze) następujące wioski: Bukowa, Długołęka, Dzięki, Lipnik, Łęg, Osieczko, Osiek, Pliskowola, Strzegom i Suchowola.
W 1986 roku rozpoczęto budowę Kopalni Siarki Osiek w obrębie sołectw: Mikołajów – Trzcianka – Sworoń. Decyzją wojewody tarnobrzeskiego z 1992 roku rozpoczęto proces wysiedlania okolicznych mieszkańców Mikołajowa, celem eksploatacji siarki rodzimej na złożu Osiek. W 90% ukończono ten proces w 1995 roku, pozostałe 10% w dwóch etapach: w roku 2002 i ostatecznie w roku 2006. W wyniku tych działań zakończono proces likwidacji sołectwa Mikołajów. 
Współcześnie w ujęciu Piotra Barańskiego w jego książce Miasto i Gmina Osiek z 1999 roku.

W gminie. (...) Mikołajów.
Wieś położona przy trasie Osiek – Połaniec. Jak podaje „Słownik Geograficzny Królestwa Polskiego” w 1854 roku Mikołajów należał do gminy i parafii Osiek, wieś zasiedlona została przez osadników niemieckich prawdopodobnie po najazdach szwedzkich.
Niemcy zbudowali w Mikołajowie obiekt pełniący funkcję domu modlitwy i szkoły podstawowej. Po wojnie majątki niemieckie podzielono pomiędzy okolicznych chłopów.
Dzisiaj pejzaż jest inny, kopalnia siarki wyludniła wieś, a budynki przeznaczono do rozbiórki. Warto tam dotrzeć, obejrzeć otoczenie kopalni siarki i księżycowy krajobraz byłej wioski.

Piotr Barański, Miasto i Gmina Osiek.

## Demografia
Współczesna struktura demograficzna wioski Mikołajów na podstawie danych z lat 1995-2009 według roczników GUS-u, z prezentacją danych z 2002 roku:

| WYSZCZEGÓLNIENIE | WYSZCZEGÓLNIENIE | WYSZCZEGÓLNIENIE | WYSZCZEGÓLNIENIE | WYSZCZEGÓLNIENIE | J. m.       | POPULACJA MIESZKAŃCÓW (w przedziałach wiekowych w 2002 roku) | POPULACJA MIESZKAŃCÓW (w przedziałach wiekowych w 2002 roku) | POPULACJA MIESZKAŃCÓW (w przedziałach wiekowych w 2002 roku) | POPULACJA MIESZKAŃCÓW (w przedziałach wiekowych w 2002 roku) | POPULACJA MIESZKAŃCÓW (w przedziałach wiekowych w 2002 roku) | POPULACJA MIESZKAŃCÓW (w przedziałach wiekowych w 2002 roku) | POPULACJA MIESZKAŃCÓW (w przedziałach wiekowych w 2002 roku) |
| WYSZCZEGÓLNIENIE | WYSZCZEGÓLNIENIE | WYSZCZEGÓLNIENIE | WYSZCZEGÓLNIENIE | WYSZCZEGÓLNIENIE | J. m.       | OGÓŁEM                                                       | 30-39                                                        | 40-49                                                        | 50-59                                                        | 60-69                                                        | 70-79                                                        | 80+                                                          |
| ---------------- | ---------------- | ---------------- | ---------------- | ---------------- | ----------- | ------------------------------------------------------------ | ------------------------------------------------------------ | ------------------------------------------------------------ | ------------------------------------------------------------ | ------------------------------------------------------------ | ------------------------------------------------------------ | ------------------------------------------------------------ |
| I.               | OGÓŁEM           | OGÓŁEM           | OGÓŁEM           | OGÓŁEM           | os.         | 13                                                           | 1                                                            | 1                                                            | 4                                                            | 3                                                            | 3                                                            | 1                                                            |
| I.               | –                | odsetek          | odsetek          | odsetek          | %           | 100                                                          | 7,7                                                          | 7,7                                                          | 30,7                                                         | 23,1                                                         | 23,1                                                         | 7,7                                                          |
| I.               | 1.               | WEDŁUG PŁCI      | WEDŁUG PŁCI      | WEDŁUG PŁCI      | WEDŁUG PŁCI | WEDŁUG PŁCI                                                  | WEDŁUG PŁCI                                                  | WEDŁUG PŁCI                                                  | WEDŁUG PŁCI                                                  | WEDŁUG PŁCI                                                  | WEDŁUG PŁCI                                                  | WEDŁUG PŁCI                                                  |
| I.               | 1.               | A.               | Mężczyzn         | Mężczyzn         | os.         | 8                                                            | 1                                                            | 1                                                            | 2                                                            | 2                                                            | 2                                                            | –                                                            |
| I.               | 1.               | A.               | –                | odsetek          | %           | 61,5                                                         | 7,7                                                          | 7,7                                                          | 15,3                                                         | 15,4                                                         | 15,4                                                         | –                                                            |
| I.               | 1.               | B.               | Kobiet           | Kobiet           | os.         | 5                                                            | –                                                            | –                                                            | 2                                                            | 1                                                            | 1                                                            | 1                                                            |
| I.               | 1.               | B.               | –                | odsetek          | %           | 38,5                                                         | –                                                            | –                                                            | 15,4                                                         | 7,7                                                          | 7,7                                                          | 7,7                                                          |

Rysunek 1.1 Piramida populacji – struktura płci i wieku wioski
| I. | OGÓŁEM | OGÓŁEM  | OGÓŁEM         | OGÓŁEM         | OGÓŁEM         | os.     | 13      | 8       | 5       |         |         |         |         |         |         |         |         |         |         |         |
| I. | –      | odsetek | odsetek        | odsetek        | odsetek        | %       | 100     | 61,5    | 38,5    |         |         |         |         |         |         |         |         |         |         |         |
| I. | 1.     | W WIEKU | W WIEKU        | W WIEKU        | W WIEKU        | W WIEKU | W WIEKU | W WIEKU | W WIEKU | W WIEKU | W WIEKU | W WIEKU | W WIEKU | W WIEKU | W WIEKU | W WIEKU | W WIEKU | W WIEKU | W WIEKU | W WIEKU |
| I. | 1.     | A.      | Produkcyjnym   | Produkcyjnym   | Produkcyjnym   | os.     | 7       | 5       | 2       |         |         |         |         |         |         |         |         |         |         |         |
| I. | 1.     | A.      | –              | odsetek        | odsetek        | %       | 53,8    | 38,4    | 15,4    |         |         |         |         |         |         |         |         |         |         |         |
| I. | 1.     | A.      | a.             | mobilnym       | mobilnym       | os.     | 1       | 1       | –       |         |         |         |         |         |         |         |         |         |         |         |
| I. | 1.     | A.      | a.             | –              | odsetek        | %       | 7,6     | 7,6     | –       |         |         |         |         |         |         |         |         |         |         |         |
| I. | 1.     | A.      | b.             | niemobilnym    | niemobilnym    | os.     | 6       | 4       | 2       |         |         |         |         |         |         |         |         |         |         |         |
| I. | 1.     | A.      | b.             | –              | odsetek        | %       | 46,2    | 30,8    | 15,4    |         |         |         |         |         |         |         |         |         |         |         |
| I. | 1.     | B.      | Poprodukcyjnym | Poprodukcyjnym | Poprodukcyjnym | os.     | 6       | 3       | 3       |         |         |         |         |         |         |         |         |         |         |         |
| I. | 1.     | B.      | –              | odsetek        | odsetek        | %       | 46,2    | 23,1    | 23,1    |         |         |         |         |         |         |         |         |         |         |         |

## Dawne części wsi – obiekty fizjograficzne
W latach 70. XX wieku przyporządkowano i opracowano spis lokalnych części integralnych dla Mikołajowa zawarty w tabeli 1.

| Nazwa wsi – miasta | Nazwy części wsi • miasta | Nazwy obiektów fizjograficznych • charakter obiektu           |
| ------------------ | ------------------------- | ------------------------------------------------------------- |
| I. Gromada OSIEK   |                           |                                                               |
| 1. Mikołajów       | –                         | 1. Grzebowisko – nieużytki 2. Poręby – łąki 3. Rędzina – pole |